# ياسر موجروى
ياسر موجروى (بالإنجليزية: Yasser Mugerwa)‏ (1 مايو 1994 بأوغندا - ) هو لاعب كرة قدم أوغندي في مركز الوسط. لعب مع أورلاندو بيراتس ونادي سلطة أوغندا للدخل.